# Hải Phú, Hải Lăng
Hải Phú là một xã thuộc huyện Hải Lăng, tỉnh Quảng Trị, Việt Nam.
Xã Hải Phú có diện tích 17,45 km², dân số năm 1999 là 4.306 người, mật độ dân số đạt 247 người/km².

## Hành chính
Xã Hải Phú được chia thành 2 thôn: Long Hưng, Phú Hưng.